# ماریا ترزا اندرو
ماریا ترزا آندرو گرائو (۲۱ ژانویه ۱۹۵۲)، که گاهی به صورت Mª Teresa Andreu نیز نوشته می‌شود، یک دروازه‌بان سابق فوتبال اسپانیایی و مدیر ارشد فوتبال زنان است که از پیشگامان اصلی فوتبال زنان در اسپانیا و کاتالونیا محسوب می‌شود.
او به مدت هجده سال به عنوان رئیس بخش فوتبال زنان در فدراسیون سلطنتی فوتبال اسپانیا (RFEF) خدمت کرد و در سال ۱۹۸۰، زمانی که RFEF فوتبال زنان را به رسمیت شناخت، به عنوان اولین رئیس این بخش منصوب شد، در حالی که هنوز به صورت فعال برای باشگاه فوتبال زنان بارسلونا بازی می‌کرد. او در سال ۱۹۹۸ در اعتراض به عدم برکناری مربی تیم ملی زنان اسپانیا از سوی رئیس RFEF، از سمت خود استعفا داد.

## دوران فوتبال
اندرو در ماه مه ۱۹۷۱ به باشگاه فوتبال زنان بارسلونا به عنوان دروازه‌بان ذخیره پیوست، زمانی که لیگ فصل ۷۲–۱۹۷۱ آغاز شد. نام او در تیم ماریا ترزا و ماریسا بود. او در بازی ۵–۰ بارسلونا مقابل گرامانت در ۲۱ مه ۱۹۷۱ به عنوان بازیکن تعویضی به میدان رفت، اما در سایر بازی‌های لیگ حضور نداشت و نام او در میان دروازه‌بان‌های «شکست‌ناپذیر» بارسلونا در آن فصل ذکر نشد.
از مارس ۱۹۷۴، از زمانی که نوریا یانسا به اسپانیول نقل مکان کرد، اندرو دروازه‌بان اصلی بارسلونا بود.
او در سال ۱۹۸۲ بازی برای این تیم را متوقف کرد.

## دوران مدیریتی
بر اساس گزارش RTVE، تمامی سمت‌های مدیریتی اندرو بدون دریافت حقوق و دستمزد بودند.

### بارسلونا
تا سال ۱۹۷۷، اندرو رئیس تیم زنان بارسا بود و از رابطه کاری خوب با کارکنان بخش فوتبال زنان بارسلونا سخن گفت. در فصل ۸۳–۱۹۸۲، اندرو پیشنهاد داد که نام تیم به باشگاه فوتبال زنان بارسلونا تغییر یابد تا به نام تیم مردان نزدیک‌تر شود. این تغییر قبل از جام ملکه ۱۹۸۳ به صورت رسمی اعمال شد.
در سال ۲۰۰۰، او برای هیئت مدیره باشگاه فوتبال بارسلونا انتخاب شد. در همان سال، او باشگاه فوتبال زنان بارسلونا را به ساختار سازمانی بنیاد بارسلونا وارد کرد و تیم زنان را از نظر اداری بخشی از باشگاه ساخت. سپس اندرو باشگاه را متقاعد کرد که تیم زنان را به‌طور رسمی به عنوان بخشی از باشگاه در سال ۲۰۰۲ ادغام کند.
دوران مدیریت اندرو با ریاست خوان گسپارت همزمان بود، که دوران ریاست بدی برای باشگاه محسوب می‌شد. اندرو بعدها اشاره کرد که اغلب مجبور بود مسئولیت‌های بیشتری را بر عهده بگیرد. او تا سال ۲۰۰۳ در هیئت مدیره باقی ماند، قبل از شروع اولین دوره ریاست خوان لاپورتا. او بعدها یکی از اعضای کمپین انتخاباتی مقابل لاپورتا در دور دوم ریاست‌اش بود؛ اما لاپورتا در انتخابات پیروز شد.

### فدراسیون فوتبال اسپانیا
پس از به رسمیت شناخته شدن فوتبال زنان توسط فدراسیون فوتبال سلطنتی اسپانیا (RFEF) در سال ۱۹۸۰، اندرو به عنوان رئیس فوتبال زنان در هر دو فدراسیون فوتبال کاتالونیا (FCF) و فدراسیون فوتبال سلطنتی اسپانیا (RFEF) منصوب شد. او در سال ۲۰۲۳، پس از چندین جنجال پیرامون رفتار فدراسیون فوتبال سلطنتی اسپانیا (RFEF) با تیم ملی فوتبال زنان اسپانیا، اشاره کرد که تغییر فرهنگ از زمانی آغاز شد که آنخل ماریا ویار در سال ۱۹۸۸ به ریاست فدراسیون فوتبال سلطنتی اسپانیا (RFEF) رسید.
در سال ۱۹۸۸، اندرو، ایگناسیو کوئردا را به عنوان سرمربی تیم ملی فوتبال زنان اسپانیا منصوب کرد، کوئردا دوست و انتخاب مورد علاقه ویار بود. از همان ابتدا، اندرو متوجه شد که کوئردا کنترل بیشتری بر امور سازمانی دارد. پس از نزدیک به یک دهه حضور کوئردا با پیشرفت اندک و نتایج ضعیف در مقدماتی یورو ۱۹۹۷ زنان، بازیکنان تیم ملی اسپانیا نامه‌ای به کوئردا نوشتند و درخواست استعفای او را کردند. کوئردا نامه را به اندرو و ویار نشان داد، که ویار وفادار به کوئردا بود. اندرو بارها تلاش کرد ویار را متقاعد کند که کوئردا را اخراج کند، اما ویار از این کار خودداری کرد. اندرو در سال ۱۹۹۸ به دلیل عدم اقدام ویار از سمت خود استعفا داد.

## سایر فعالیت‌ها
در سال ۱۹۹۰، او به عضویت کمیته فوتبال زنان یوفا درآمد و این سمت را تا سال ۲۰۰۴ حفظ کرد.
او همچنین عضو کمیته المپیک زنان کاتالونیا و کمیسیون زنان و ورزش اتحادیه فدراسیون‌های ورزشی کاتالونیا (UFEC) بوده است.